# ماهاجانجاسوكوس
الماهاجانجاسوكوس (Mahajangasuchus) هو فصيلة منقرضة من أشباه التمساحيات، عاش خلال العصر الطباشيري المتأخر. تم العثور على حفرياته في تكوين ميفارانو في شمال مدغشقر. كان حيوانا مفترسًا، يصل طوله إلى 3 أمتار (9.8 قدمًا) وبوزن يصل إلى 360 كجم (790 رطل).
وضعه الإحاثي الأمريكي بول سيرينو وآخرون (2001) ضمن عائلة التريميتوتشامبيات (Trematochampsidae). وفي دراسة حديثة أجراها كل من تيرنر وكالفو (2005) أُدرج ضمن الپيروصوريات (Peirosauridae). وفي سنة 2009، وضعه بول سيرينو وهانز لارسون في عائلة الماهاجانجاسوكيات (Mahajangasuchidae) التي شيدت حديثًا جنبًا إلى جنب مع جنس كابروسوكس.